# Litsea crenata
Litsea crenata är en lagerväxtart som beskrevs av C. K. Allen. Litsea crenata ingår i släktet Litsea och familjen lagerväxter. Inga underarter finns listade i Catalogue of Life.